# سید خلیل عالی‌نژاد
سید خلیل عالی‌نژاد (۲۱ خرداد ۱۳۳۶، صحنه - ۱۳۸۰ یوتبری، سوئد) روایتگر راستین مکتب تنبور صحنه، نوازنده، خواننده، شاعر و آهنگساز اهل ایران و یکی از چهره‌های دینی آیین یارسان بود.

## زندگی
سید خلیل عالی‌نژاد در ۲۱ خرداد ۱۳۳۶ در شهر صحنه در استان کرمانشاه در خانواده‌ای از پیران یارسان متولد شد. پدرش سید شاهمراد عالی‌نژاد، نوازنده تنبور بود.
سید خلیل آموختن تنبور را نزد سیّد نادر طاهری آغاز کرد و پس از ۲ سال نزد سید امرالله شاه ابراهیمی رفت. وی همچنین از آموزش امیر حیاتی نیز بهره برد و بعدها نزد عابدین خادمی آموزش خود را ادامه داد. سید خلیل عالی‌نژاد در این دوره و به صورت همزمان سرپرستی گروه صحنه را نیز بر عهده گرفت. وی در سال ۱۳۷۵ وی پس از اتمام تحصیلات عمومی به دانشگاه رفت و از دانشگاه هنر در رشتهٔ موسیقی فارغ‌التحصیل شد.

## فعالیت
سید خلیل عالی‌نژاد بر ردیف موسیقی دستگاهی ایران تسلطی کامل داشت. او آواز را از مکتب میرزا حسین خادمی آموخته بود.دف را نزد نادر نادری فرا گرفت.و همچنین تار را از کیخسرو پور ناظری آموخت. شیوه نوازندگی او در تار، به مکتب برومند و سبک  پرده‌گیری‌ها و زخمه‌های شمرده نزدیک بود. جمله‌بندی‌هایش در سه تار، شیوهٔ نوازندگی یوسف فروتن را به یاد می‌آورد. سید خلیل همچنین علاوه بر نوازندگی تنبور به ساخت تنبور و سه‌تار نیز پرداخته‌است و ساخته‌های او با مهر شیدا محصول کارگاه مشترک به همراه عبدالرضا رهنما و بعد از سال ۱۳۷۰ در کارگاه شخصیش با مهر قلندر موجود است.
در اوایل دهه ۶۰ گروه تنبور شمس به سرپرستی کیخسرو پورناظری تشکیل شد و عالی‌نژاد به جمع این گروه پیوست. حاصل همکاری با گروه تنبور شمس، تکنوازی و جواب آواز ماندگار سید خلیل در کاست صدای سخن عشق بود که با صدای شهرام ناظری انتشار یافت.
در اواسط دهه ۷۰ سید خلیل خود گروه باباطاهر را تشکیل داد و اعضای گروه باباطاهر در اجلاس هنرهای دینی (۱۳۷۵ تهران) برنامه‌ای اجرا کردند که ویدئو آن به نام زمزمهٔ قلندری به نفع خیریه کهریزک دراختیار علاقه‌مندان قرار گرفت. در سال ۱۳۷۱ سیدخلیل به وصیت احمد عبادی برای شرکت در مراسم خاکسپاری او به تهران رفت و پس از آن دیگر هیچ‌گاه به دیار خود بازنگشت.
او علاوه بر خوانندگی و تنبورنوازی، سه‌تار هم می‌نواخت و در نواختن این ساز چیره‌دست بود. او در سال ۱۳۷۶ به جشنوارهٔ موسیقی حماسی آمد. وی در آنجا زیر بغل استاد خود درویش امیر حیاتی را گرفت و او را به صحنهٔ تالار اندیشه آورد تا به نواختن تنبور بپردازد. خودش نیز در بخشی از برنامه مقام‌های سوار سوار، سماع رقم چهارم، جلوشاهی و خان امیری را اجرا کرد و به دلیل ارائهٔ ماهور ایلامی و عالی‌مکان که برای اولین بار انجام شد مورد تشویق تماشاگران قرار گرفت.

## درگذشت
عالی‌نژاد پس از چندین سال ماندگاری در تهران در سال ۱۳۷۹ برای شش ماه به سوئد رفت و برای یک سال نیز اقامتش را تمدید کرد. عاقبت تنها چند هفته پیش از برگشتن به ایران در ۲۷ آبان ۱۳۸۰ در شهر یوتبری سوئد، به دست افراد ناشناس به قتل رسید و خانه و جسم بی‌جانش نیز به آتش کشیده‌شد.

## کتاب‌ها
- ع‍ال‍ی‌ن‍ژاد، خ‍ل‍ی‍ل، ت‍ن‍ب‍ور: از دی‍رب‍از ت‍ا ک‍ن‍ون‌،[یادداشت ۱] ت‍ه‍ران: دان‍ش و ف‍ن، ۱۳۷۶.
- عالی‌نژاد، خلیل، دفتر بیقراری‌های دل: سروده‌های کُردی و فارسی سیدخلیل عالی‌نژاد (بیقرار)، به کوشش اسماعیل اثباتی، خط علی عسکری، تهران: دانش و فن، ۱۳۸۶.
  - عالی‌نژاد، خلیل، دفتر بیقراری‌های دل: سروده‌های عرفانی فارسی و کُردی، با و ویرایش میرجلال الدین کزازی و یدالله عاطفی، خوشنگاری و صفحه‌آرایی کاوه اخوین، یدالله کابلی و دیگران، تذهیب کاترین صباغیان، شیراز: هنر بیستم، ۱۴۰۰.
- عالی‌نژاد، خلیل، رسالهٔ عالی قلندر، بی‌جا: بی‌نا، بی‌تا.

### تصحیح کلام
- رسالهٔ یاری، گزیده‌ای از سرانجام، ۲۰ خرداد ۱۳۷۹، چاپ اول ۱۳۸۴.
- کلام شیخ امیر، همراه با ترجمه و تفسیر
- کلام تیمور بانیارانی، همراه با ترجمه و تفسیر
- کلام خان الماس، تصحیح، ترجمه و کتابت

## آلبوم‌ها
از وی مجموعه‌های زیادی همانند گروه نوازی‌های: آئین مستان، ثنای علی، زمزمهٔ قلندری، آیین قلندری و دونوازی شکرانه با همنوازی دف حمیدرضا خجندی و نیز آثار بسیاری از مراسم آیینی و اجراهای خصوصی باقی‌مانده‌است.

## مراسم یادبود
مراسم یادبود سید خلیل عالی‌نژاد هرساله در سالگرد کشته‌شدن وی ۲۷ آبان بر سر مزار وی در صحنه برگزار می‌شود. در سال ۱۴۰۱ مراسم یادبود وی به صحنۀ اعتراض پیروان دین یاری به جمهوری اسلامی تبدیل شد و مأموران امنیتی، شبه‌نظامی و لباس شخصی جمهوری اسلامی به مردم یورش بردند.
در این مراسم رئیس اداره اطلاعات صحنه به قتل رسید.